# Kind of Blue
Kind of Blue é um álbum de estúdio do músico estadunidense de jazz Miles Davis, lançado em 17 de agosto de 1959 pela Columbia Records, tanto em mono como em estéreo. As sessões de gravação para o disco foram realizadas no 30th Street Studio, na cidade de Nova Iorque, em 2 de março e 22 de abril daquele ano. Os encontros contaram com o conjunto sexteto de Davis, constituído pelo pianista Bill Evans, o baterista Jimmy Cobb, o baixista Paul Chambers e os saxofonistas John Coltrane e Julian "Cannonball" Adderley. Após o ingresso de Bill Evans no grupo, Miles deu continuidade às experimentações modais de Milestones, baseando o LP inteiramente em modalidade e colocando-o em contraste com seus trabalhos anteriores, de estilo hard bop.
Pela crítica especializada, Kind of Blue tem sido aclamado como o mais bem-sucedido trabalho de Miles Davis e a obra de jazz mais vendida da história. Em 7 de outubro de 2008, o disco recebeu certificação de platina quádrupla pela RIAA (Associação das Indústrias Fonográficas Americanas), com vendagem de mais de quatro milhões de cópias somente em seu país de origem. O LP é reconhecido, também pelas autoridades musicais, como a obra-prima do músico e o maior álbum já criado do gênero.
Para além, a abrangente influência de Kind of Blue na música tem levado especialistas a reconhecer este como um dos mais importantes álbuns de todos os tempos. Em 2002, foi um dos discos escolhidos para integrar o Registro Nacional de Gravações da Biblioteca do Congresso Americano. Em 2003, o trabalho foi classificado em 12º lugar pela revista Rolling Stone na sua lista dos 500 melhores álbuns de sempre. Em 2007, Kind of Blue passou a figurar entre os 200 álbuns definitivos no Rock and Roll Hall of Fame. Em 30 de setembro de 2008, uma edição especial de comemoração ao 50º aniversário de lançamento do LP foi distribuída pela Columbia/Legacy Recordings.

## Antecedentes
Ao final de 1958, Davis empregou um dos melhores e mais produtivos conjuntos de Nova Iorque sob influência do estilo hard bop. Sua equipe, a partir daí, tornou-se estável, composta pelo saxofonista alto Cannonball Adderley, saxofonista tenor John Coltrane, pianista Bill Evans, contrabaixista Paul Chambers e baterista Jimmy Cobb. Seu sexteto tocava uma mistura de música pop tradicional e originais de bebop de Charlie Parker, Thelonious Monk, Dizzy Gillespie e Tadd Dameron. Assim como acontecia no jazz de base bebop, as bandas de Miles costumavam improvisar em mudanças de acorde nas canções. Davis foi um dos muitos músicos de jazz de crescente insatisfação com o bebop à época, pois via as cada vez mais complexas progressões de acorde características do estilo como impeditivos à criatividade.
Em 1953, o pianista George Russell lançou seu Lydian Chromatic Concept of Tonal Organization, o qual oferecia uma alternativa à pratica de improvisação baseada em acordes e em suas mudanças harmônicas. Abandonando as tradicionais relações de tons maior e menor, o Lydian Chromatic Concept introduziu a ideia de unidade de acorde/escala e foi a primeira teoria a explorar a relação vertical entre esses dois fatores, assim como a única teoria original a surgir a partir do jazz. Essa abordagem abriu caminho para o surgimento do jazz modal. Influenciado pelo pensamento de Russell, Miles concebeu sua primeira composição modal com a faixa-título de seu álbum Milestones, de 1958. Satisfeito com os resultados, Davis preparou um disco completo baseado em modalidade. Evans, que já tinha estudado com Russell e, pouco tempo antes, deixado o sexteto de Miles para construir carreira própria, foi chamado de volta para um novo projeto de gravação, constituído pelas sessões que posteriormente viriam a originar Kind of Blue.

## Gravação
Só pode ter sido concebido no céu.

— Jimmy Cobb
Kind of Blue foi gravado numa fita de três faixas em duas sessões realizadas no 30th Street Studio da Columbia Records, em Manhattan. Em 2 de março de 1959, as músicas "So What", "Freddie Freeloader" e "Blue in Green" foram gravadas para o lado A do LP original e, em 22 de abril do mesmo ano, foi a vez das canções "All Blues" e "Flamenco Sketches", perfazendo o lado B. A produção ficou a cargo de Teo Macero, que já tinha estado na função durante a feitura dos dois discos anteriores de Davis, e Irving Townsend.
Como era da propensão de Miles, não foi convocado quase nenhum ensaio e os músicos tinham pouca ideia acerca do que iriam gravar. Pelo descrito em notas de encarte originais de Evans, Davis só tinha fornecido à banda rascunhos de escala e de linhas melódicas sobre as quais deveria acontecer a improvisação. Quando os músicos se juntaram, Miles deu breves instruções a cada um e então iniciou as atividades de estúdio. Embora o trabalho impressione mesmo com pouca preparação, a persistente lenda de que ele foi gravado numa só passagem é falsa. Somente "Flamenco Sketches" rendeu uma tomada completa na primeira tentativa. Esse take contínuo foi lançado em 1997 como uma faixa bônus alternativa. Os cinco registros masterizados no lançamento original, contudo, foram os únicos a serem finalizados; um complemento ao fim de "Freddie Freeloader" foi gravado, mas não usado na versão primeira ou nos posteriores relançamentos antes do de 1997. O pianista Wynton Kelly, substituto após a partida de Bill Evans, não teria ficado satisfeito ao ver de volta ao posto o profissional que foi encarregado de substituir. Talvez para acalentar seus sentimentos, Davis pôs Kelly para tocar, no lugar de Evans, o número mais orientado ao blues no álbum, "Freddie Freeloader". O álbum ao vivo Miles Davis at Newport 1958 documentou essa formação da banda. A gravação do Newport Jazz Festival em 3 de julho de 1958, contudo, reflete o grupo na sua concepção hard bop.

## Música

### Composição
Kind of Blue é baseado inteiramente em modalidade, em contraste aos trabalhos anteriores de Davis, caracterizados ao estilo hard bop de jazz e com complexa progressão harmônica e improvisação. Todo o álbum foi composto como uma série de "esboços modais", a partir da qual cada integrante recebeu um conjunto de escalas que definiram os parâmetros de sua improvisação e estilo. Esse procedimento se opunha às medidas mais típicas de composição, como a provisão de partituras aos músicos ou, como era mais comum no jazz improvisado, o fornecimento de progressões harmônicas ou séries de harmonia.
Jazz modal desse tipo não foi exclusivo a esta produção. O próprio Miles já havia usado anteriormente o mesmo método em Milestones, no '58 Sessions e em Porgy and Bess, todos trabalhos lançados em 1958, os quais são característicos pela influência modal recebida de composições em terceira corrente do colaborador Gil Evans. Davis viu a abordagem de Russell como um meio de se desvencilhar das composições carregadas de acordes, comuns de seu tempo, as quais classificava como "thick". A composição modal, com sua dependência em escalas e modos, representou, de acordo com o próprio Miles, "um retorno à melodia". Numa entrevista de 1958 com Nat Hentoff, do The Jazz Review, Davis explanou acerca dessa forma de composição em contraste com a progressão harmônica predominante no bebop, afirmando que "sem acordes (...) você ganha muito mais liberdade e espaço para ouvir as coisas. Quando você vai por esse caminho, pode seguir em diante infinitamente. Você não precisa se preocupar com mudanças e pode fazer mais com a linha [melódica]. Transforma-se num desafio ver quão melodicamente inovador você pode ser. Quando se baseia em acordes, você sabe, ao fim dos 32 compassos, que os acordes acabaram e que não há nada a fazer a não ser repetir o que acabou de fazer — com variações. Eu acho que um movimento no jazz está começando ao longe da tradicional sequência de acordes... haverá menos acordes, mas infinitas possibilidades do que fazer com eles".

### Conteúdo
De acordo com nota de Evans no encarte do LP, "Miles planejou tais definições poucas horas antes das datas de gravação". Evans continua a declaração com uma explicação introdutória sobre os modos usados em cada música do álbum. "So What" consiste em dois modos: dezesseis escalas do primeiro, seguidas por oito do segundo, e então outras oito escalas do primeiro. "Freddie Freeloader" possui forma padronizada de blues de doze compassos. "Blue in Green" é composta por um ciclo de dez escalas seguindo uma curta introdução de quatro. "All Blues" é caracterizada como um blues de doze compassos em 6/8 tempos. "Flamenco Sketches" configura-se com cinco escalas, cada uma executada "tão longamente quanto foi de desejo do solista, até que ele completasse a série".
Os créditos originais listam Davis como compositor de todas as faixas, mas muitos estudiosos e fãs acreditam que Bill Evans escreveu parte  ou a totalidade de "Blue in Green" e "Flamenco Sketches". Bill assumiu a co-autoria com Miles por "Blue in Green" quando estava a regravá-la em seu disco Portrait in Jazz, o que foi oficialmente confirmado em 2002. A prática da apropriação autoral de uma música pelo líder da banda foi uma costume comum no cenário musical do jazz, e de mesmo modo o saxofonista Charlie Parker recebeu os créditos de Davis quando este compôs a música "Donna Lee" enquanto era empregado como sideman no quinteto daquele ao final dos anos 1940. Tal composição posteriormente se tornou um popular jazz standard. Outro exemplo é a introdução a "So What", atribuída a Gil Evans, a qual recebeu estreita influência das escalas de abertura em Voiles (1910), do compositor clássico francês Claude Debussy, o segundo de sua primeira coletânea de prelúdios.

## Recepção e influência

### Cena do jazz
| Críticas profissionais              | Críticas profissionais |
| Avaliações da crítica               | Avaliações da crítica  |
| Fonte                               | Avaliação              |
| ----------------------------------- | ---------------------- |
| AllMusic                            | [ 15 ]                 |
| Entertainment Weekly                | (A+)                   |
| Penguin Guide to Jazz               | [ 17 ]                 |
| Pitchfork Media                     | (10.0/10)              |
| PopMatters                          | (10/10)                |
| Q                                   | [ 20 ]                 |
| The Rolling Stone Album Guide       | [ 21 ]                 |
| Sputnikmusic                        | 5/5                    |
| The Rolling Stone Jazz Record Guide | [ 23 ]                 |

Kind of Blue foi lançado em 17 de agosto de 1959, com o selo da Columbia Records, nos Estados Unidos, nos formatos mono e estéreo. Desde então, o disco tem sido louvado enquanto maior trabalho de Davis, tanto em sucesso comercial quanto de crítica, bem como o mais bem-sucedido álbum de jazz de todos os tempos, a despeito de reivindicações atribuindo a primeira conquista de uma certificação oficial de ouro deste músico ao LP Bitches Brew, de 1970. O estudioso de música Chris Morris cita Kind of Blue como "a destilação da arte de Davis". A obra tem sido considerada, ainda, uma das mais influentes da história da música. Uma resenha da publicação All About Jazz a classificou como "um momento definidor da música do século XX". Várias faixas do álbum se tornaram "jazz standards". Tal trabalho é consistentemente ranqueado entre os melhores lançamentos de todos os tempos em listas de diversos veículos e periódicos especializados. Num ensaio sobre a obra, o editor sênior do AllMusic Stephen Thomas Erlewine declara:
| “ | Kind of Blue não é somente um destaque na produção artística de Miles Davis, é um álbum que grandemente se sobrepõe a seus pares, considerado de maneira geral como o disco definitivo do jazz, um padrão de excelência universalmente reconhecido. Por que Kind of Blue possui tamanha mística? Talvez porque sua música nunca ostenta sua genialidade... É o pináculo do jazz modal — tonalidade e solos construídos a partir do tom geral, sem mudanças de acorde, dando à música uma qualidade sutilmente mutável... Pode ser um exagero dizer que se você não gosta de Kind of Blue, você não gosta de jazz — mas é difícil imaginá-lo sendo qualquer coisa que não um item basilar de qualquer coleção de jazz. | ” |
|   | — Stephen T. Erlewine. |   |

À época, contudo, a chegada de Ornette Coleman à cena do jazz por meio de sua residência no clube Five Spot de Nova Iorque, consolidada pelo lançamento do LP The Shape of Jazz to Come, enfraqueceu o impacto inicial de Kind of Blue, algo que irritou Miles fortemente. Mesmo que Davis e Coleman oferecessem alternativas às rígidas regras do bebop, o primeiro nunca conciliaria sua produção às inovações de free jazz do segundo, embora Miles viesse a incorporar músicos simpáticos às ideias de Ornette no seu quinteto da metade dos anos 1960, e viesse a oferecer sua própria versão de um tocar "livre" com seu jazz fusion na década de 1970. A influência de Kind of Blue foi construída, e todos os sidemen do álbum alcançaram sucesso em suas carreiras próprias. Evans formou um trio de jazz com o baixista Scott LaFaro e o baterista Paul Motian; Cannonball Adderley fronteou bandas com seu irmão Nat; Kelly, Chambers e Cobb continuaram como um grupo de excursão, gravando sob o nome de Kelly ou em suporte a Coltrane, Wes Montgomery, entre entre outros; e Coltrane veio a se tornar um dos mais reverenciados e inovadores músicos de jazz de todos os tempos. Até mesmo mais significativamente que Davis, Coltrane adotou a abordagem modal e fez uso dela durante sua carreira de líder na década de 1960, fermentando sua produção musical com as ideias de Coleman no decorrer da dita década.

### Reconhecimento
Kind of Blue é considerado por muitos escritores e críticos de música como a melhor obra de jazz de todos os tempos. Em 1994, o disco foi ranqueado em primeiro lugar no All Time Top 1000 Albums, de Colin Larkin, descrito como "o maior álbum de jazz do mundo". O trabalho também tem recebido classificações ao topo ou próximo dele em várias listas multi-gênero de "melhores discos", como as da Time, Rolling Stone, Rate Your Music e Tower. Em 2002, a obra foi uma das cinquenta escolhidas pela Biblioteca do Congresso Americano para figurar no Registro Nacional de Gravações. Dispondo o LP no 12º lugar da sua lista dos 500 melhores álbuns de sempre, a revista Rolling Stone postulou: "Esta representativa obra-prima é uma das mais importantes, influentes e populares da história do jazz". Em 16 de dezembro de 2009, a Câmara dos Representantes dos Estados Unidos encaminhou uma resolução em honra ao quinquagésimo aniversário de Kind of Blue "reafirmando o jazz como um tesouro nacional". O disco foi incluído no livro 1001 Albums You Must Hear Before You Die, de 2005, caracterizado pelo ensaísta Seth Jacobson como "um momento histórico definitivo do gênero no século XX".

### Legado
O peso inspirador de Kind of Blue ultrapassa o jazz, uma vez que músicos de gêneros como o rock e clássica têm sido por ele influenciados e críticas o têm considerado uma das maiores fontes de influência da história da música. Diversos artistas de rock improvisatório dos anos 1960 buscaram referência na obra e em outros trabalhos de Davis, bem como nos álbuns modais de Coltrane, como My Favorite Things, de 1961, e A Love Supreme, de 1965. O guitarrista da The Allman Brothers Band, Duane Allman, por exemplo, declarou que seus solos em canções como "In Memory of Elizabeth Reed" "vêm [da inspiração] em Miles e Coltrane, e em Kind of Blue particularmente. Eu tenho escutado esse LP tantas vezes que nos últimos anos eu dificilmente ouço qualquer outra coisa". O tecladista do Pink Floyd, Richard Wright disse, também, que as progressões de acorde do álbum influenciaram a estrutura dos acordes introdutórios de "Breathe", canção presente no igualmente legendário The Dark Side of the Moon, de 1973. No seu livro Kind of Blue: The Making of a Miles Davis Masterpiece, o escritor Ashley Kahn declarou: "ainda tido como representante do que de mais vivo e novo existia, quatro décadas após sua gravação, Kind of Blue é o mais importante disco de sua era, ou do jazz. Sua nebulosa introdução de piano é universalmente reconhecida". O produtor Quincy Jones, um dos amigos de longa data de Miles, confessou: "aquilo [Kind of Blue] será sempre a minha música [preferida], cara. Eu toco Kind of Blue todo dia — é o meu néctar dos deuses. Ele [o disco] ainda soa como se tivesse sido feito ontem". O pianista Chick Corea, um dos ajudantes de Davis, também foi impactado pela grandeza da produção, declarando: "uma coisa é somente tocar música, ou tocar uma lista delas, mas outra é praticamente criar uma nova linguagem musical, que é o que Kind of Blue fez."
Gary Burton destaca a consistente inovação presente ao longo do LP, afirmando: "não somente uma faixa manifestava um grande desenvolvimento inovativo, era o disco como um todo. Quando começam a surgir novos estilos de jazz, as primeiras tentativas [de inovação] são usualmente inconsistentes. Os primeiros trabalhos de Charlie Parker foram assim. Mas, em Kind of Blue, todos [do sexteto] soavam como se estivessem plenamente imersos naquilo". Juntamente com Time Out, trabalho de 1959 do the Dave Brubeck Quartet, e Giant Steps, LP de 1960 de Coltrane, Kind of Blue tem sido recomendado por especialistas como uma obra de introdução ao jazz, levando-se em conta, no tocante aos três discos, o forte apelo melódico e relaxante que faz a execução da improvisação algo fácil de ser seguido e entendido pelo ouvinte, sem sacrifício do caráter artístico ou da experimentação das produções. Após o lançamento da edição de colecionador em homenagem ao quinquagésimo aniversário de lançamento, a publicação All About Jazz afirmou que "Kind of Blue anunciou a chegada de uma nova e revolucionária música americana, um pós-bebop modal do jazz estruturado por escalas simples e improvisação melódica. O trompetista/líder de banda/compositor Miles Davis montou um sexteto de instrumentistas lendários para criar uma obra-prima de atmosfera sublime. Cinquenta anos depois de seu lançamento, Kind of Blue continua a transportar ouvintes a um reino próprio enquanto inspira músicos à concepção de novos sons — do jazz acústico ao ambient pós-moderno — em qualquer gênero imaginável." Numa entrevista, o renomado artista de hip-hop Q-Tip reafirmou a reputação e influência da obra quando discutia sua significância, ao dizer que "é como a Bíblia — você tem de ter um [exemplar] em casa."
Os participantes do sexteto de Kind of Blue juntaram-se novamente em posteriores projetos de gravação nos anos 1960. Miles fez uma rara participação pós-1953 como sideman no Somethin' Else de Cannonball Adderley; Evans e Adderley colaboraram no LP Know What I Mean?, de 1961. Kelly e Chambers fizeram apoio a Hank Mobley no Soul Station, de 1960, e Evans e Chambers tocaram nas sessões para The Blues and the Abstract Truth, de Oliver Nelson, em 1961. Os membros da seção rítmica, Kelly, Chambers e Cobb fizeram apoio a Coltrane em Coltrane Jazz e numa faixa do seu trabalho de destaque Giant Steps, que também contou com a participação integral de Chambers. Esse trio continuou com Davis nas gravações de Someday My Prince Will Come e nos ao vivo no Blackhawk e no Carnegie Hall.

### Davis em retrospecto
Posteriormente na carreira, do período elétrico em diante, Davis desprezou repetidamente seus trabalhos anteriores, como as músicas de Birth of the Cool ou de Kind of Blue. Na visão de Miles, ter permanecido estático estilisticamente foi um erro.
| “ | "So What" ou Kind of Blue, isso foi feito naquela era, na hora certa, no dia certo, e deu certo. Mas acabou [...] O que eu costumava tocar com Bill Evans, todos aqueles diferentes modos e acordes substitutos, nós então tínhamos a energia e nós gostávamos daquilo. Mas eu não tenho sentimento algum por aquilo mais — é como um peru requentado. | ” |
|   | — Entrevista com Ben Sidran, 1986.. |   |

Quando Shirley Horn insistiu, em 1990, que Davis reconsiderasse e voltasse a tocar suas baladas e faixas modais do período de Kind of Blue, ele objetou: "Nah, isso faz doer meu lábio."

## Alinhamento de faixas
| Lado A |                      |                         |         |  |
| N.º    | Título               | Compositor(es)          | Duração |  |
| 1.     | "So What"            | Miles Davis             | 9:04    |  |
| 2.     | "Freddie Freeloader" | Miles Davis             | 9:34    |  |
| 3.     | "Blue in Green"      | Miles Davis, Bill Evans | 5:27    |  |

| Lado B |                     |                         |         |  |
| N.º    | Título              | Compositor(es)          | Duração |  |
| 1.     | "All Blues"         | Miles Davis             | 11:33   |  |
| 2.     | "Flamenco Sketches" | Miles Davis, Bill Evans | 9:26    |  |

| Faixa bônus — reedição de 1997 |                                        |                         |         |  |
| N.º                            | Título                                 | Compositor(es)          | Duração |  |
| 6.                             | "Flamenco Sketches (alternative take)" | Miles Davis, Bill Evans | 9:32    |  |

### Edição de colecionador
| Críticas profissionais | Críticas profissionais |
| Avaliações da crítica  | Avaliações da crítica  |
| Fonte                  | Avaliação              |
| ---------------------- | ---------------------- |
| All About Jazz         | (favorável)            |
| Blender                | [ 64 ]                 |
| The Guardian           | [ 65 ]                 |
| The Independent        | [ 66 ]                 |
| Paste                  | (98/100)               |
| The Phoenix            | [ 68 ]                 |
| Record Collector       | [ 69 ]                 |
| Rolling Stone          | [ 70 ]                 |
| Uncut                  | [ 71 ]                 |

Kind of Blue: 50th Anniversary Collector's Edition é uma caixa coletânea de relançamento de Kind of Blue em dois discos compactos, comercializada a partir de 30 de setembro de 2008 sob o selo da Columbia Records e distribuição da Legacy Records. Diferentemente do que anuncia o título, contudo, a edição precede o quinquagésimo aniversário tanto da gravação quanto do lançamento original.
A edição de colecionador conta, no primeiro CD, com a obra original Kind of Blue completa, além da tomada alternativa de "Flamenco Sketches", um raro início falso para "Freddie Freeloader" e uma seleção de diálogos de estúdio registrados durante as gravações do disco. No segundo, há mais materiais musicais raros das sessões com o sexteto, incluindo alguns do encontro de 26 de maio de 1958, os quais já haviam sido lançados em The Complete Columbia Recordings: 1955–1961 e em 1958 Miles. Também no segundo CD, há a primeira versão disponibilizada legalmente de uma gravação de performance ao vivo estendida da música "So What" num concerto de 1960 em Haia.
Há, ainda, um disco digital versátil com um documentário que aborda a concepção e gravação de Kind of Blue. Em adição, o DVD conta com vídeos do programa de TV Robert Herridge Theater: The Sound of Miles Davis, que foi ao ar originalmente em 2 de abril de 1959, estrelado por Miles Davis e John Coltrane. A caixa guarda também uma cópia do álbum em vinil, um pôster e um livro de capa dura com dimensões de embalagem de vinil e sessenta páginas.
Todas as faixas foram compostas por Miles Davis, exceto quando destacado em contrário.
| Disco 1 |                                                |         |  |
| N.º     | Título                                         | Duração |  |
| 1.      | "So What"                                      | 9:22    |  |
| 2.      | "Freddie Freeloader"                           | 9:46    |  |
| 3.      | "Blue in Green (Miles Davis e Bill Evans)"     | 5:37    |  |
| 4.      | "All Blues"                                    | 11:33   |  |
| 5.      | "Flamenco Sketches (Miles Davis e Bill Evans)" | 9:26    |  |
| 6.      | "Flamenco Sketches (Alternative take)"         | 9:32    |  |
| 7.      | "Freddie Freeloader (Studio Sequence)"         | 0:53    |  |
| 8.      | "Freddie Freeloader (False start)"             | 1:27    |  |
| 9.      | "Freddie Freeloader (Studio Sequence 2)"       | 1:30    |  |
| 10.     | "So What (Studio Sequence)"                    | 1:55    |  |
| 11.     | "So What (Studio Sequence 2)"                  | 0:13    |  |
| 12.     | "Blue in Green (Studio Sequence)"              | 1:58    |  |
| 13.     | "Flamenco Sketches (Studio Sketches)"          | 0:45    |  |
| 14.     | "Flamenco Sketches (Studio Sketches 2)"        | 1:12    |  |
| 15.     | "All Blues (Studio Sketches)"                  | 0:18    |  |

| Disco 2 |                                                              |         |  |
| N.º     | Título                                                       | Duração |  |
| 1.      | "On Green Dolphin Street (Bronisław Kaper e Ned Washington)" | 9:50    |  |
| 2.      | "Fran-Dance"                                                 | 5:49    |  |
| 3.      | "Stella by Starlight (Victor Young e Ned Washington)"        | 4:46    |  |
| 4.      | "Love for Sale (Cole Porter)"                                | 11:49   |  |
| 5.      | "Fran-Dance (Alternative Take)"                              | 5:53    |  |
| 6.      | "So What (Live)"                                             | 17:29   |  |

## Créditos
Créditos de acordo com Kind of Blue: 50th Anniversary Collector's Edition.

### Músicos
- Miles Davis – trompete (líder de banda)
- Julian "Cannonball" Adderley – saxofone alto (exceto "Blue in Green")
- John Coltrane – saxofone tenor
- Bill Evans – piano (exceto "Freddie Freeloader"), notas de encarte
- Wynton Kelly – piano em "Freddie Freeloader"
- Paul Chambers – contrabaixo
- Jimmy Cobb – bateria

### Produção
- Teo Macero – produção
- Irving Townsend – produção
- Don Hunstein – fotografia
- Jay Maisel – imagem de capa
- Fred Plaut – engenharia de áudio
- Mark Wilder – engenharia de remixagem
- Nat Hentoff – notas de encarte
- Michael Cuscuna – produção de relançamento

## Desempenho nas tabelas musicais
Billboard Music Charts (América do Norte)
- 1977: Jazz Albums – N.º 37[74]
- 1987: Top Jazz Albums – N.º 10[74]
- 2001: Top Internet Albums – N.º 14[74]

## Certificações
| País (Empresa)                                                                                                 | Certificação | Vendas     |
| --- | ------------ | ---------- |
| Austrália (ARIA)                                                                                               | Platina      | 70 000^    |
| Bélgica (BEA)                                                                                                  | Ouro         | 25 000*    |
| Estados Unidos (RIAA)                                                                                          | 4× Platina   | 4 000 000^ |
| Itália (FIMI)                                                                                                  | Platina      | 100 000*   |
| Reino Unido (BPI)                                                                                              | Platina      | 300 000^   |
| *Estimativas de vendas com base apenas na certificação ^Estimativas de remessa com base apenas na certificação |              |            |